# نسل سوخته
نسل سوخته فیلمی به کارگردانی و نویسندگی رسول ملاقلی‌پور است. نیکی کریمی، آتیلا پسیانی، سعید پورصمیمی، فرهاد قائمیان و عبدالرضا زهره کرمانی بازیگران نقش اصلی فیلم هستند. این فیلم در ۳ اپیزود و ۳ داستان ارائه شده است.

## داستان فیلم
داستان ۱ - پرستاری به نام ستاره برای نگهداری از یک جوان افلیج وارد خانه مرموزی می‌شود. عاشق شدن در این خانه مجازات وحشتناکی دارد…
داستان ۲ - راننده تاکسی که یکبار به خاطر نگاه کردن به یک دختر باعث مرگ یک مرد شده شب هنگام پرستار را که برای معالجه دخترش به پول نیاز دارد از مرکز شهر به مقصد میدان آزادی سوار می‌کند. ستاره پول‌های زیادی را که مرد در داشبورد گذاشته تا به عنوان دیه بپردازد می‌بیند. او سعی می‌کند به وسیله تیغی که در کیف دارد راننده تاکسی را تهدید کرده و پول‌ها را از او بگیرد…
داستان ۳ - ساعاتی قبل از تظاهرات دانشجویی چهار پسر و یک دختر به یک طلا فروشی دستبرد می‌زنند. تظاهرات آغاز شده و در یک درگیری جوانان سارق همگی کشته می‌شوند. جنازه‌ها به یک قرارگاه نظامی وسط یک باغ که دانشجویان آن را محاصره کرده‌اند منتقل می‌شود…

## بازیگران
۱اپیزود اول: پرستار خصوصی
- سعید پورصمیمی... شازده
- نیکی کریمی... ستاره
- حبیب دهقان نسب... خواجه
- فاطمه نقوی... عفت
- عبدالرضا زهره کرمانی... امیر بهادر

۲اپیزود دوم: مسافر نیمه شب
- آتیلا پسیانی... احمد
- نیکی کریمی... ستاره
- سیامک انصاری... جمال

۳اپیزود سوم :نسل سوخته
- سیامک انصاری... جمال
- فرهاد قائمیان... سرهنگ رئوف
- نگار آذربایجانی... نسیم
- امیرحسین صدیق... رامین
- علیرضا استادی … آجودان
- پوریا آذربایجانی … جوان سارق
- مرتضی زارع... دیپلمات
- علی لک پوریان... گروهبان
- علی هاشمی … راننده گروه سرقت
- فرج مولایی … استوار جوادی

## کاندیدها و جوایز
پنجمین فیلم سال (رسول ملاقلی‌پور)- دوره ۱۵ منتخب نویسندگان و منتقدان (بخش بهترین‌های سال) در سال ۱۳۷۹
انتخاب ویژه سال (رسول ملاقلی‌پور) - دوره ۱۵ منتخب نویسندگان و منتقدان (بخش بهترین‌های سال) در سال ۱۳۷۹
دومین چهره پردازی سال (محسن موسوی) - دوره ۱۵ منتخب نویسندگان و منتقدان (بخش بهترین‌های سال) در سال ۱۳۷۹
سومین بازیگر نقش اول زن سال (نیکی کریمی) - دوره ۱۵ منتخب نویسندگان و منتقدان (بخش بهترین‌های سال) در سال ۱۳۷۹
دومین بازیگر نقش مکمل مرد سال (آتیلا پسیانی) - دوره ۱۵ منتخب نویسندگان و منتقدان (بخش بهترین‌های سال) در سال ۱۳۷۹
دومین چهره پردازی سال (عبدالله اسکندری) - دوره ۱۵ منتخب نویسندگان و منتقدان (بخش بهترین‌های سال) در سال ۱۳۷۹
برنده لوح زرین بهترین فیلم سال (رسول ملاقلی‌پور) - دوره ۱ منتخب سایت ایران اکتور (بخش بهترین‌های سال) در سال ۱۳۸۰
کاندید لوح زرین بهترین کارگردان سال (رسول ملاقلی‌پور) - دوره ۱ منتخب سایت ایران اکتور (بخش بهترین‌های سال) در سال ۱۳۸۰
کاندید لوح زرین بهترین فیلم‌نامه سال (رسول ملاقلی‌پور) - دوره ۱ منتخب سایت ایران اکتور (بخش بهترین‌های سال) در سال ۱۳۸۰
کاندید لوح زرین انتخاب ویژه سال (حسین جعفریان) - دوره ۱ منتخب سایت ایران اکتور (بخش بهترین‌های سال) در سال ۱۳۸۰
کاندید لوح زرین انتخاب ویژه سال (رامین بهنا) - دوره ۱ منتخب سایت ایران اکتور (بخش بهترین‌های سال) در سال ۱۳۸۰
برنده لوح زرین انتخاب ویژه سال (ملک جهان خزایی) - دوره ۱ منتخب سایت ایران اکتور (بخش بهترین‌های سال) در سال ۱۳۸۰
کاندید لوح زرین بهترین بازیگر زن (نیکی کریمی) - دوره ۱ منتخب سایت ایران اکتور (بخش بهترین‌های سال) در سال ۱۳۸۰
کاندید لوح زرین بهترین بازیگر مرد (آتیلا پسیانی) - دوره ۱ منتخب سایت ایران اکتور (بخش بهترین‌های سال) در سال ۱۳۸۰
کاندید لوح زرین بهترین بازیگر زن (نگار آذربایجانی) - دوره ۱ منتخب سایت ایران اکتور (بخش بهترین‌های سال) در سال ۱۳۸۰